# David Zobel
David Zobel (* 11. července 1996 Starnberg) je německý biatlonista.
Ve své dosavadní kariéře nezvítězil ve světovém poháru v žádném individuálním ani kolektivním závodě. Jeho nejlepším umístěním je 3. místo z vytrvalostního závodu Kontiolahti z listopadu 2022.
Ve světovém poháru nastoupil poprvé v březnu 2021 ve sprintu v Östersundu, kde po dvou chybách ve střelbě dojel na 52. místě

## Výsledky

### Olympijské hry a mistrovství světa
| Sezóna  | Akce | Místo   | SP  | SZ  | HZ | IZ  | ŠT | SŠT | SZD | Věk    |
| ------- | ---- | ------- | --- | --- | -- | --- | -- | --- | --- | ------ |
| 2021/22 | MS   | Oberhof | 35. | 41. | –  | 73. | –  | –   | –   | 26 let |

Poznámka: Výsledky z olympijských her a mistrovství světa se do hodnocení světového poháru nezapočítávají.

### Mistrovství Evropy
| Sezóna  | Akce | Místo   | SP  | SZ  | IZ  | ŠŠT |
| ------- | ---- | ------- | --- | --- | --- | --- |
| 2015/16 | ME   | Ťumen   | 39. | 29. | –   | –   |
| 2017/18 | ME   | Ridnau  | 14. | 13. | 49. | 7.  |
| 2018/19 | ME   | Raubiči | 69. | –   | 76. | –   |